# ارس ساحلی
ارس ساحلی (نام علمی: Juniperus conferta) نام یک گونه از سرده ارس است.